# Monte Data
Monte Data es una montaña ubicada en la Cordillera Central que se eleva hasta una altura de 2.310 metros (7.578 pies) en el norte de la isla de Luzón, en las Filipinas. Está a unos 50 kilómetros al norte de Baguio en el límite de las provincias de Benguet y Montaña a lo largo de la Autopista de Halsema. La montaña y sus alrededores fueron declarados Parque nacional desde 1936. En 1940 el parque fue ampliado a 5.512 hectáreas. Las laderas de la montaña están cubiertas de bosques de pinos y bosques de robles con musgo.